# Torminalis
Torminalis là một chi thực vật có hoa trong họ Hoa hồng.